# Beauval (Saskatchewan)
Beauval je menší obec nacházející se v severním Saskatchewanu, v Kanadě. Byl založen na počátku 20. století jako římskokatolická misie a dopravní uzel.

## Dějiny
Nejstarším známým osadníkem byl Philip Yew, který sem dorazil v roce 1905, další přijeli do roku 1907, převážně z Dore Lake. Roku 1910 otevřel Alexander Laliberte obchod kožešinami, obsluhující místní lovce kožešin. Obchod sloužil jako předsunutá stanice. V roce 1969 založila obec orgán místní správy, který zvolil obecní radu dohlížející nad výběrem daní, právem a pořádkem. Na rozdíl od většiny obcí severního Saskatchewanu Beauval v posledních letech rostl. Ke konci druhé světové války měl Beauval přibližně 350 usedlíků, dnes populace čítá přes 700 místních usedlíků a dalších asi 200 žijící v okolní oblasti.

## Hospodářství
V současnosti se hospodářská činnost v obci Beauval skládá z omezeného obchodního rybolovu, něco málo lovu kožešinové zvěře, místních a provinčních vládních dotací, grantů a podpůrných programů, těžby, místních maloobchodů a školství. Tourismus a rekreační činnosti představují důležitý zdroj finančních prostředků.

## Video pro turisty
Na internetovém serveru Youtube se nachází online video Beauvalu vytvořené studenty zdejší školy Valley View School; Francisem Lalibertem, Jacobem Pasquou, Justinem Burnoufem a Williamem McIntyrem.

## Doprava
Obec je obsluhováno letištěm Beauval Airport. Několik prašných silnic spojuje Beauval se sousedními obcemi.

## Statistiky
(Sčítání obyvatel Kanady 2006 – profil obce Beauval)
Populace: 806 (-4.4% od r. 2001)
Rozloha: 6,71 km² (2,59 sq mi)
Hustota obyvatel: 120,1/km² (311/sq mi)
Střední věk: není k dispozici
Počet domácností: 291
Střední příjem domácností: není k dispozici

## Místní údaje
- Zeměpisná šířka 55°9′ N
- Zeměpisná délka – 107°37′ W
- Dominion Land Survey 71-11-W3
- časové pásmo (CST) UTC−6

| Severozápad: Buffalo Narrows | Sever: Île-à-la-Crosse |                  |
| Západ: Jans Bay              | Beauval                | Východ: La Ronge |
|                              | Jih: Dore Lake         |                  |